# 紫泥
紫泥(しでい)とは、常滑焼、万古焼、無名異焼などに代表される無釉陶器である。また、それらの制作に用いられる粘土のことを指すこともある。中国では、紫砂(器)と呼ばれる。

## 概要
紫泥の呼称は、粘土の色ではなく、焼成後の色により呼ばれている。粘土には金属類が多く含まれ、耐火温度は通常の陶土よりも低く、概ね1100℃前後で焼成される。茶器、植木鉢などの生産品が多い。
日本では常滑市、中国では宜興市が紫砂壺など紫砂器の名産地として名高い。